# يوهان ربيع
يوهان ربيع (بالإنجليزية: Johann Rabie)‏ (و. 1987  م) هو دراج جنوب أفريقي.

## التصنيف
| السنة     | 2009 | 2010 | 2011 | 2012 | 2013 |
| --------- | ---- | ---- | ---- | ---- | ---- |
| آسيا      | 183  | 108  | 253  | -    | -    |
| أفريقيا   | 14   | -    | 9    | 61   | 75   |
|           |      |      |      |      |      |
| مصدر: UCI |      |      |      |      |      |

## سجل الفوز

### سباقات أو مراحل فاز بها
| التاريخ        | السباق                                         | المركز                  |
| -------------- | ---------------------------------------------- | ----------------------- |
| 11 نوفمبر 2007 | 2007 African Road Cycling Championships Men RR | المركز الثاني           |
| 04 مارس 2009   | Giro del Capo 2009                             | المركز الثالث           |
| 06 مارس 2009   | Giro del Capo 2009                             | المركز الثاني           |
| 01 يناير 2010  | Powerade Dome 2 Dome Cycling Spectacular 2010  | الفائز في التصنيف العام |
| 26 فبراير 2011 | طواف جنوب إفريقيا 2011                         | المركز الثاني           |
| 03 أبريل 2011  | Tour du Maroc 2011                             | المركز الثالث           |
| 01 يناير 2012  | Amashova Durban Classic 2012                   | الفائز في التصنيف العام |